# Глібко Мефодій Іванович
Глібко Мефодій Іванович (*1897 — †1975) — український ґрунтознавець, кандидат географічних наук, доцент Київського державний університету імені Тараса Григоровича Шевченка.

## Біографія
Народився 1897 в с. Троянів Волинської губернії, тепер с. Троянів Житомирського району Житомирської області. Закінчив у 1924 році Волинський інститут народної освіти (нині Житомирський державний університет імені Івана Франка), у 1929 році — Київський сільськогосподарський інститут ґрунтознавства та агрохімії та 1932 року аспірантуру цього інституту. У 1944—1968 роках доцент кафедри фізичної географії Київського університету. У 1945—1946 роках заступник декана географічного факультету. Кандидатська дисертація «До умов формування, властивостей та географічного розташування ґрунтів в межах Чернігівської області» захищена у 1948 році.

## Наукові праці
Сфера наукових досліджень: ґрунтознавство, фізична географія. Вивчав проблеми використання Кролевецьких фосфоритів, ґрунти Чернігівської області та українського Полісся. Основні праці:
1. Геологічні та геоморфологічні умови ґрунтоутворення в Чернігівській області. // Труди географічного факультету Київського державного університету, 1952. № 2.
2. Нариси про природу і сільське господарство Українського Полісся. — К., 1955.
3. Ґрунти Полісся УРСР. — К., 1956.